# USS Nautilus (1799)
Pour les autres navires du même nom, voir USS Nautilus.
L'USS Nautilus est une corvette en service dans l'US Navy de 1803 à 1812, date à laquelle elle est capturée par la Royal Navy.

## Histoire
Le Nautilus est construit en 1799 en tant que vaisseau marchand dans l'Eastern Shore du Maryland. Il est racheté par la Navy en mai 1803, puis mis en service le 24 juin 1803.
Le 12 septembre 1803, il rejoint l'USS Constitution, navire amiral de l'escadre d'Edward Preble et participe à la guerre de Tripoli. Mis à quai en juillet 1806, le Nautilus reprend du service deux ans plus tard avant de retourner au chantier pour une modernisation. Converti en brick et portant 12 caronades de 18 livres, il est remis en service en 1811, rejoignant l'escadre de Stephen Decatur. L'année suivante, la guerre anglo-américaine de 1812 éclate, et le Nautilus se distingue en étant le premier navire capturé par l'un des deux camps. Alors renommé HMS Emulous, il entre en service dans la Royal Navy.

## Sources
- (en)  Cet article contient du texte publié par le Dictionary of American Naval Fighting Ships dont le contenu se trouve dans le domaine public. La référence peut être lue ici.
- (en) J. J. Colledge et Ben Warlow, Ships of the Royal Navy : The Complete Record of all Fighting Ships of the Royal Navy from the 15th Century to the Present, Newbury, Casemate, 2010 (1re éd. 1969), 460 p. (ISBN 978-1-935149-07-1)